# Estadi Laurent Pokou
L'Estadi Laurent Pokou  és un estadi esportiu de la ciutat de San-Pédro, capital de la regió de San-Pédro a Costa d'Ivori. Va rebre el nom de Laurent Pokou, el davanter ivorià que va morir el 2016 i va marcar un total de 14 gols en dos tornejos de la Copa d'Àfrica de Nacions (el 1968 i el 1970), un rècord que va romandre invicte fins al 2008.
Té una capacitat per a 20.000 espectadors. Es va construir del setembre de 2018 fins al setembre 2023, per la China Civil Engineering Construction Corporation. Va albergar la Copa d'Àfrica de Nacions del 2023, que es va organitzar el gener i febrer 2024.